# توماس ويلسون سبينس
توماس ويلسون سبينس (بالإنجليزية: Thomas Wilson Spence)‏ هو محامي وسياسي أمريكي، ولد في 2 سبتمبر 1846، وتوفي في 23 فبراير 1912. حزبياً، نشط في الحزب الجمهوري. وقد انتخب عضو جمعية ولاية ويسكونسن.